# Lo straniero dentro una donna
Lo straniero dentro una donna è un film del 1966, diretto da Mikio Naruse e basato su un racconto di Edouard Atiyah, da cui nel 1971 è stato tratto un altro film, Sul far della notte di Claude Chabrol.
Il film è noto anche con i titoli The Stranger Within a Woman e The Thin Line.

## Trama
Nel bar sotto casa sua, Ryukichi Sugimoto incontra per puro caso Isao Tashiro, un suo amico di lunga data, ma non si tratta di una semplice coincidenza; Tashiro in realtà era appena stato a casa di Sugimoto, si era intrattenuto con sua moglie Sayuri (i due erano amanti da diverso tempo) e l'aveva uccisa in seguito ad una crisi di gelosia. L'omicidio della donna, che aveva rapporti extraconiugali con molti altri uomini, viene scoperto dopo poche ore, ma la polizia archivia il caso come omicidio casuale e Tashiro riesce a farla franca. Ma ben presto l'uomo comincia ad essere afflitto dai sensi di colpa per la mostruosità che ha compiuto e rivela tutto a sua moglie Masako che decide di perdonarlo per non disfare il loro matrimonio e gettare nello sconforto i loro due figlioletti. Non riuscendo più a sopportare la gravità del suo gesto, nonostante il sostegno di Masako, che è diventata complice del suo segreto, rivela l'accaduto a Sugimoto, che però decide incredibilmente di non denunciarlo, non lasciandogli così espiare i suoi peccati. Tashiro, ormai marcito dai sensi di colpa, il giorno di capodanno annuncia alla moglie di volersi costituire alla polizia; Masako, per evitare di mandare in rovina la loro famiglia, lo avvelena, facendola anche lei franca.